# استراتژی خروج (فیلم)
«استراتژی خروج» (انگلیسی: Exit Strategy (film)) فیلمی در ژانر کمدی رمانتیک است که در سال ۲۰۱۲ منتشر شد. از بازیگران آن می‌توان به کوین هارت اشاره کرد.